# برج (سازه)

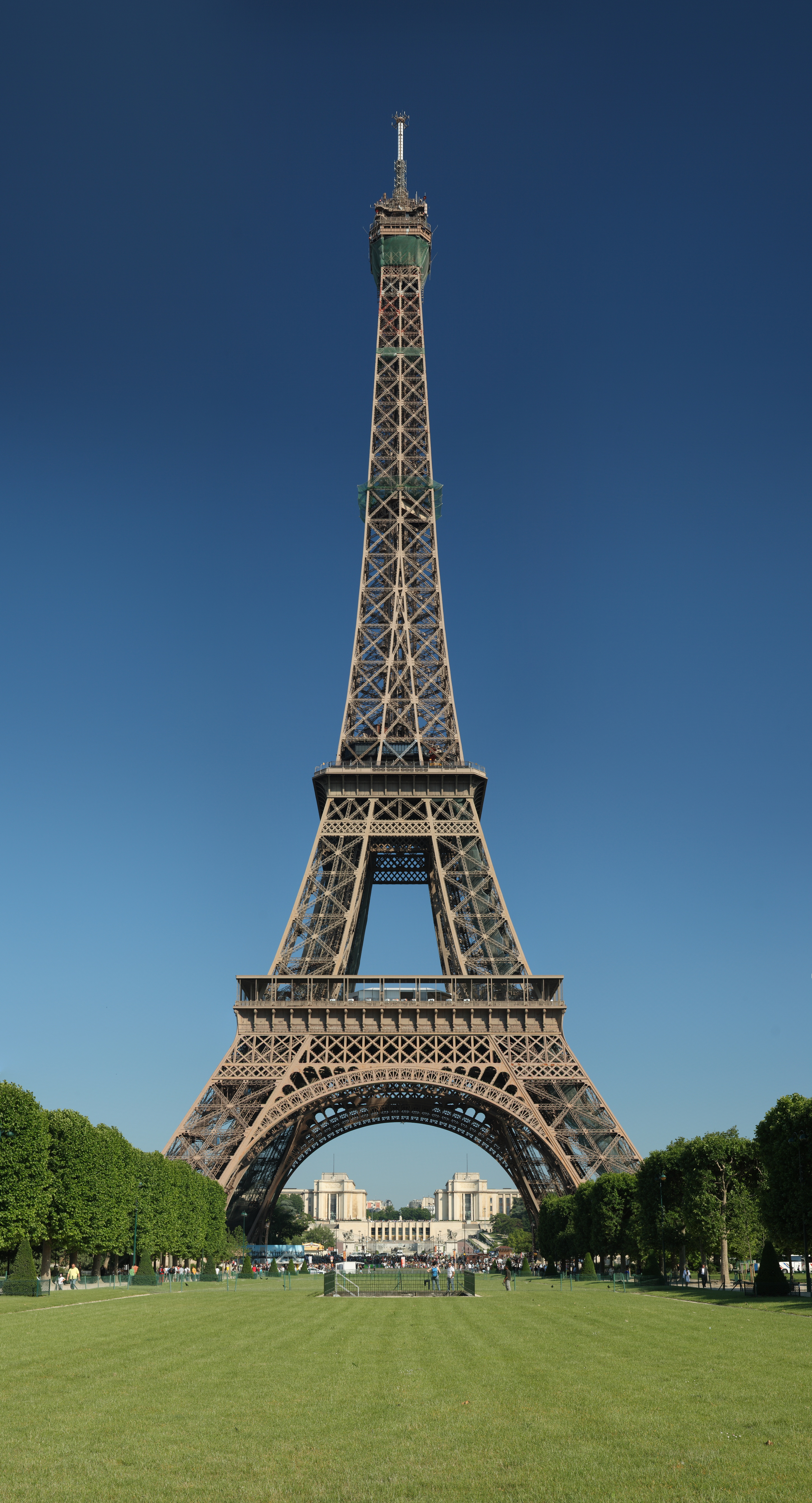
برج ایفل در پاریس، فرانسه

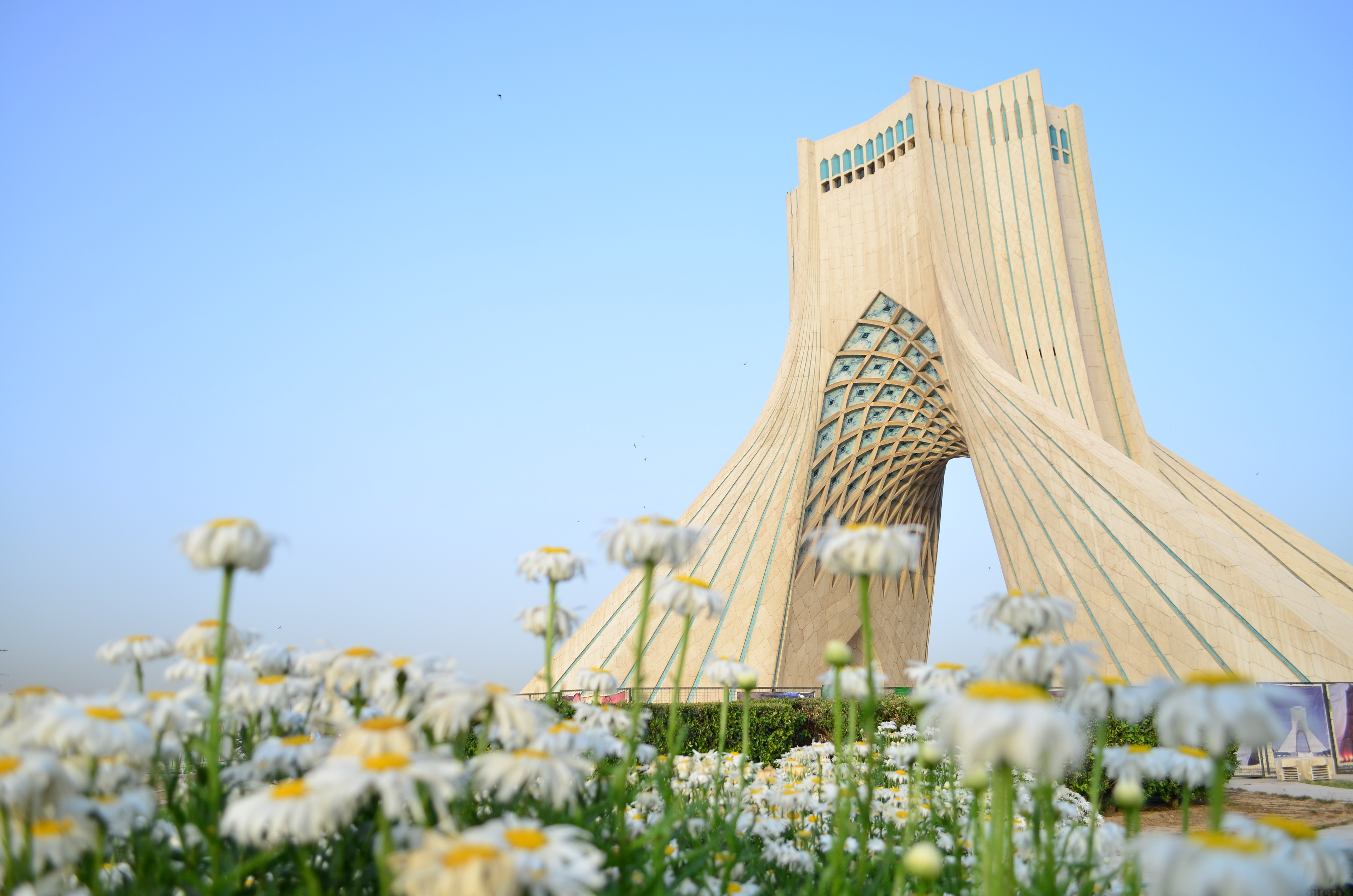
نمایی از برج آزادی، تهران، ایران

بُرجْ (به یونانی: πύργος) سازهٔ بلند ساخته دست انسان است که همیشه ارتفاعش از پهنایش بسیار بیشتر است و معمولاً سود و کاربرد معنی‌داری دارد.
برج‌ها معمولاً برای استفاده از ارتفاع بلندشان ساخته می‌شوند و می‌توانند به تنهایی ایستایی داشته باشند یا به عنوان بخشی از یک ساختار یا ساختمان بزرگتر مورد استفاده قرار بگیرند.

## واژه‌شناسی
واژه «بُرجْ» عربی شده واژه «بُرگْ» است که از واژه اولیه در زبان یونانی وارد زبان آرامی و سپس عربی و در نهایت به ایران راه یافته‌است و هم‌خانواده با واژه burg در زبان‌های آلمانی، هلندی و انگلیسی باستان، borg در زبان‌های اسکاندیناوی، burgh در انگلیسی میانه و اسکاتس است.
همچنین در فارسی ‫میانه‬ واژه برز همانند البرز به معنای «بالا، بلند، بزرگ» با واژه «بُرجْ» هم‌خانواده است.

## تاریخچه برج‌ها
برج‌ها از زمان ماقبل تاریخ توسط بشر مورد استفاده قرار می‌گرفته‌اند. بعضی از مثال‌ها و بقایای به جا مانده در شمال اسکاتلند، برج‌ها و قلعه‌های مخروطی شکل آن زمان هستند.
چینی‌ها، از برج‌ها به عنوان یک ساختار جامع و یکپارچه، یعنی دیوار بزرگ چین استفاده می‌کرده‌اند که مربوط به دویست و ده سال قبل از میلاد مسیح می‌باشد.
این مورد و مثال‌های بعدی در تمدن رم، بر استفاده حفاظتی و نگهبانی برج‌ها و نقشی که ساختمان‌های بلند در این زمینه بر عهده داشته‌اند تأکید می‌کند.
برای مثال، برج‌های ساعتی شکلی که در اسپانیا کشف شده‌است و مربوط به هزاره اول میلاد است، از منشأ تمدن فینیقی‌ها و آفریقایی‌ها مشتق شده‌است و برج‌های هشت گوشه رومی‌ها که برای حفاظت از کاخ‌ها و قلعه‌ها مورد استفاده قرار می‌گرفته‌است، مربوط به حدود سال سیصد میلادی است.
یک نمونه برجسته از یک برج ناتمام، برج هاسیان در مراکش می‌باشد که زمانی که کار ساخت و ساز آن در سال ۱۱۹۹ ناتمام ماند، این برج امروزه به صورت یک آرامگاه در همان مکان بر جا مانده‌است.
برج شناخته شده دیگر، برج اصطلاحاً تکیه داده شده پیزا در شهر پیزای ایتالیا می‌باشد که کار ساخت و ساز و احداث آن از سال ۱۱۷۳ تا ۱۳۷۲ به طول انجامیده‌است.
برج‌های هیمالیا، برج‌هایی از جنس سنگ هستند که در فلات تبت قرار دارند و تقریباً می‌توان گفت که در بین قرن‌های ۱۴ و ۱۵ ساخته شده‌اند.
بعضی از برج‌های قدیمی ساخته شده در ایالات متحده آمریکا عبارتند از: برج شهر میلواکی که در این شهر و در سال ۱۸۹۵ ساخته شد و برج «ویسکونسین» و ساختمان «ولورث» که کار ساخت آن در سال ۱۹۱۳ در نیویورک یه پایان رسید.

## کاربردهای برج‌ها

### آسمان خراش‌ها
نوع پیشرفته و جدید برج‌ها که آن‌ها را به نام آسمانخراش می‌شناسیم، مساحت کمتری از زمین را به نسبت فضای درونی و ارتفاع خود اشغال می‌کنند.
آسمان‌خراش‌ها معمولاً در دسته برج‌ها طبقه‌بندی نمی‌شوند، اگر چه بیشتر آن‌ها ساختاری شبیه به برج‌ها دارند و طراحی آن‌ها هم به برج شباهت دارد.
در انگلستان، ساختمان‌های بلند را به عنوان برج‌های واحد می‌شناسند. در ایالات متحده آمریکا، نام اختصاری ای که برای برج‌های دوقلو مورد استفاده قرار گرفته بود، مرکز تجارت جهانی بود که یک نام مشترک برای محافظت و پشتیبانی از این دو برج بود.

### کاربردهای استراتژیک برج‌ها
در تاریخچه برج‌ها این ساختمان‌های بلند مرتبه، امکاناتی را برای استفاده‌کنندگان خود به وجود می‌آورده‌اند مانند مشاهده بهتر زمین‌ها و مناطق تحت حفاظت یا جنگی، یا فراهم آوردن نمای بهتری از مناطق اطراف که می‌تواند شامل مناطق نظامی نیز باشد.
برج‌های محاصره‌ای، بر روی دیوارهای امنیتی بلند یا در کنار اهداف نظامی نصب می‌شده‌اند. امروز استفاده استراتژیک از برج‌ها در زندان‌ها یا مناطق نظامی خلاصه شده‌است.

### انرژی پتانسیل
با استفاده از نیروی گرانش که اجسام و جرم‌ها را به سمت پایین می‌کشد، یک برج نیز می‌تواند به عنوان ذخیره‌کننده مواد و مایعات عمل کند. مانند سیلوها و مخزن‌ها یا منبع‌ها و برج‌های آبی؛ یا هدف گرفتن یک وسیله و فشار آن بر روی زمین مانند برج مته زنی و حفر چاه.
سکوهای پرش با اسکی نیزاز ایده مشابهی استفاده می‌کنند. در نبود کوهستان‌ها و شیب‌های طبیعی و تپه‌ها، این مناطق می‌توانند ساخته دست انسان باشند.

### بهبود بخشیدن به ارتباطات
برج‌هایی مانند فانوس‌های دریایی، برج‌های زنگ دار و برج‌های پیغام رسان، برای ارتباط در فاصله‌های دور تر مورد استفاده قرار می‌گرفته‌اند.
در سال‌های اخیر، دکل‌های رادیویی و برج‌های مخابراتی تلفن‌ها، ارتباطات را به وسیله افزایش برد فرستنده‌ها، بسیار آسان‌تر نموده‌اند.

### پشتیبانیحمل و نقل
برج‌ها، همچنین می‌توانند به‌عنوان پشتیبان پل‌ها مورد استفاده قرار بگیرند. آن‌ها می‌توانند به ارتفاعی دست پیدا کنند که حتی بتوانند با ساختمان‌های بلندی در بالای آب رقابت کنند.
این استفاده از ویژگی برج‌ها، در پل‌های آویزان و پل‌های کابلی رواج بیشتری یافته‌است.
استفاده از شاه تیرها و تیرهای حامل اصلی بار، که یک نمونه ساده از برج‌ها محسوب می‌شوند، همچنین می‌تواند به ساختن پل‌های راه‌آهن، سیستم‌های حمل بار و تجهیزات، و بندرگاه‌ها کمک فراوانی نماید.
- فهرست برج‌ها